# Isabelle Berro-Amadeï
Isabelle Berro-Amadeï (ur. 24 października 1965 w Monako) – monakijska prawniczka, sędzia, dyplomatka i urzędniczka państwowa, w latach 2006–2015 sędzia Europejskiego Trybunału Praw Człowieka, od 2022 minister spraw zagranicznych i współpracy Monako, od 10 stycznia do 21 lipca 2025 pełniąca obowiązki ministra stanu Monako.

## Życiorys
Urodziła się i wychowała w Monako. W 1987 ukończyła z wyróżnieniem studia prawnicze na Uniwersytecie w Nicei, specjalizując się w dziedzinie prawa prywatnego. W latach 1987–1989 kształciła się w Krajowej Szkole Sądownictwa (fr. École nationale de la magistrature – ENM) w Paryżu, pełniąc jednocześnie funkcję audytora sądowego w trybunale wielkiej instancji (fr. tribunal de grande instance) w Carcassonne. 
W 1990 została powołana na stanowisko sędziego Trybunału Pierwszej Instancji Księstwa Monako (fr. tribunal de première instance) – które sprawowała do 2006 (od 2000 była prezesem trybunału). Od 2006 do 2015 pełniła urząd sędziego ETPCz w Strasburgu. W latach 2015–2019 sprawowała funkcję ambasadora Księstwa Monako w Niemczech (akredytowana była również w Austrii, Polsce oraz przy Biurze ONZ i innych organizacjach międzynarodowych w Wiedniu). Następnie (do 2022), była ambasadorem w Belgii – z dodatkową akredytacją w Holandii, Luksemburgu oraz przy Unii Europejskiej. W latach 2017–2020 była ponad to przewodniczącą komisji dyscyplinarnej Europejskiego Urzędu Patentowego. 
17 stycznia 2022 objęła urząd ministra spraw zagranicznych. 10 stycznia 2025, z powodu choroby Didiera Guillaume'a, książę Albert II powierzył jej wykonywanie obowiązków ministra stanu (szefa rządu). Obowiązki te pełni również po śmierci Guillaume'a (17 stycznia 2025).
Jest zamężna i ma jedno dziecko.

## Odznaczenia
- Oficer Orderu Świętego Karola (Monako)
- Oficer Narodowego Orderu Zasługi (Francja)[2]